# 9 Evenings: Theatre and Engineering
9 Evenings: Theatre and Engineering fue una serie de «performances» presentadas del 13 al 23 de octubre de 1966, donde artistas e ingenieros de los laboratorios Bell en Murray Hill, Nueva Jersey colaboraron en lo que sería el primer evento en una serie de proyectos que serían conocidos como E.A.T. o experimentos en arte y tecnología (por sus siglas en inglés.9 Evenings: Theatre and Engineering fue organizada por Robert Rauschenberg y Billy Klüver y fue pensada originalmente para ser presentada como parte del Festival de Arte y Tecnología de Estocolmo de 1966, pero cuando las negociaciones con el festival fracasaron, Billy Klüver movió el evento al 69 regimiento de artillería y decidió llamarlo 9 Evenings: Theatre and Engineering. Participaron 10 artistas y unos 30 ingenieros para crear una conjunción entre teatro avant-grade, danza y nuevas tecnologías.
«9 Evenings fue la primera colaboración a gran escala entre artistas e ingenieros y científicos. Los dos grupos trabajaron juntos por 10 meses para desarrollar equipo técnico y sistemas que serían usados como parte integral de las performances de los artistas. La colaboración produjo muchos "primeros" en el uso de nuevas tecnologías para el teatro, con el uso de equipo especialmente diseñado o con el uso innovador de equipamiento existente. El sistema de circuito cerrado y los proyectores de televisión fueron usados en un escenario por primera vez; una cámara de fibra óptica capturaba objetos en los bolsillos de un performer; una camara infrarroja tomaba imágenes en total oscuridad; un sonar Doppler transformaba movimiento en sonido; y transmisores y amplificadores inalámbricos FM mandaban diálogos y sonidos del cuerpo a megáfonos del Armory».
Los artistas involucrados con 9 Evenings incluyen a John Cage, Lucinda Childs, Öyvind Fahlström, Alex Hay, Deborah Hay, Steve Paxton, Yvonne Rainer, Robert Rauschenberg, David Tudor, and Robert Whitman.
Algunos de los ingenieros más notables que participaron incluyen a Bela Julesz, Billy Klüver, Max Mathews, John Pierce, Manfred Schroeder, and Fred Waldhauer.
| Nombre de Performance    | Artista                                           |
| ------------------------ | ------------------------------------------------- |
| Variations VII           | John Cage                                         |
| Vehicle                  | Lucinda Childs                                    |
| Kisses Sweeter Than Wine | Öyvind Fahlström                                  |
| Grass Field              | Alex Hay                                          |
| Solo                     | Deborah Hay                                       |
| Physical Things          | Steve Paxton                                      |
| Carriage Discreteness    | Yvonne Rainer                                     |
| Open Score               | Robert Rauschenberg                               |
| Bandoneón! (A Combine)   | David Tudor (performance engineer Fred Waldhauer) |
| Two Holes of Water - 3   | Robert Whitman                                    |